# جاستین ادواردز
جاستین متیو ادواردز (انگلیسی: Justin Matthew Edwards؛ زادهٔ ۲۱ ژوئیه ۱۹۷۲) بازیگر، کمدین و نویسندهٔ انگلیسی است. از جمله نقش‌های او می‌توان به بن سواین در کمدی سیاسی شبکه بی‌بی‌سی به نام در اوج ماجرا و نقش اصلی در مجموعه کمدی کانال ۵ به نام محترم اشاره کرد.

## حرفه فیلم و تلویزیون
جاستین ادواردز در تلویزیون نقش‌های متعددی ایفا کرده است که از جمله آن‌ها می‌توان به کتاب‌های سیاه، اندیور، سوءظن‌های آقای ویچر، پیرمردها، اسکینز، دفترچه خاطرات مخفی یک دختر تلفنی، سریع و بی‌پروا، سفر، معاون رئیس‌جمهور، وسیلهٔ کمدی استوارت لی و آینه سیاه اشاره کرد.
او در سال ۲۰۱۴ برای بازی در مجموعه پدر براون (قسمت «دختران اورشلیم») برنده جایزه آرتی‌اس بهترین بازیگر مرد شد.
ادواردز سه بار نقش جرمی کلارکسون را در تلویزیون بازی کرده است؛ دو بار در برنامه هری و پال و یک بار در قتل در ساکسس‌ویل. در سال ۲۰۱۶، او نقش آقای رامبالد را در بازسازی مجموعه بی‌بی‌سی به نام خدمتی می‌خواهید؟ بازی کرد.
در عرصهٔ سینما، او نقش چارلز ورنون را در فیلم عشق و دوستی به کارگردانی ویت استیلمن، اسپارتاک سوکولوف در مرگ استالین، جان فورستر در مردی که کریسمس را اختراع کرد، پلیس‌های ناتوان در هر دو فیلم پدینگتون (فیلم) و ثور: دنیای تاریک، یک مرد فریبکار در دوشس (فیلم)، لئو در دیروز (فیلم ۲۰۱۹) و همچنین نقش‌های غول هِیستکس و گَن را در فیلم‌های کوتاه تیم پلستر با نام‌های دنیای کشتی و سه‌راهی شمارهٔ هفت بلیک بازی کرده است.

## زندگی شخصی
جاستین ادواردز در ساوت‌همپتون، همپشر، انگلستان به دنیا آمد. او ابتدا در دانشگاه منچستر در رشته دراما تحصیل کرد و سپس آموزش‌های بازیگری خود را در آکادمی هنر تئاتر ماونت‌ویو گذراند. او با لوسی پورتر ازدواج کرده و آن‌ها صاحب دو فرزند هستند.